# L'última vegada que vaig veure París

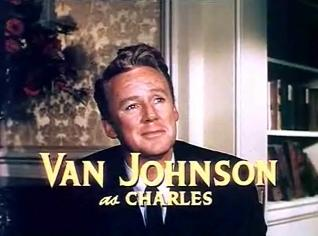
Van Johnson

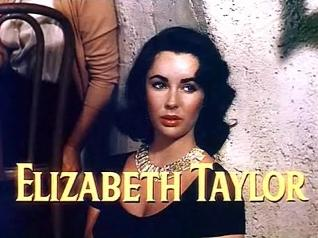
Elizabeth Taylor

L'última vegada que vaig veure París (títol original en anglès: The Last Time I Saw Paris) és una pel·lícula estatunidenca dirigida per Richard Brooks, estrenada el 1954 i doblada al català.

## Argument
Poc després de la Segona Guerra Mundial, Charles (Van Johnson), un jove que aspira a ser un escriptor famós, coneix a París una bella jove (Elizabeth Taylor) i es casa amb ella. Quan la seva situació econòmica millora, Charles comença a freqüentar els ambients bohemis.

## Repartiment
- Elizabeth Taylor: Helen Ellswirth / Wills
- Van Johnson: Charles Wills
- Walter Pidgeon: James Ellswirth
- Donna Reed: Marion Ellswirth / Matine
- Eva Gabor: Mrs. Lorraine Quarl
- Kurt Kasznar: Maurice
- George Dolenz: Claude Matine
- Roger Moore: Paul Lane
- Sandy Descher: Vicki Wills
- Celia Lovsky: Mama Janette
- Peter Leeds: Barney
- John Doucette: Campbell
- Odette Myrtil: Una cantant
- Fay Roope (no surt als crèdits): El redactor en cap